# Chelonoidis niger
La tartaruga delle Galapagos o tartaruga gigante delle Galapagos (Chelonoidis niger (Quoy & Gaimard, 1824)) è una tartaruga della famiglia Testudinidae, endemica dell'arcipelago omonimo.

## Descrizione
Le testuggini delle Galapagos sono le tartarughe terrestri più grandi al mondo, con una lunghezza del carapace che si aggira attorno ai 150 centimetri ed un peso che può raggiungere i 300 kg.
A seconda dell'ambiente in cui crescono possono sviluppare due differenti tipi di carapace: il carapace a 'sella' oppure quello a 'cupola'. Negli esemplari che si trovano nelle isole pianeggianti e aride si presenta il classico carapace a sella, data la vegetazione più secca, rada e crescente verso l'alto, come per esempio le piante di opuntia che crescono in queste isole più siccitose delle Galapagos; la struttura 'a sella' del carapace è finalizzata a facilitare l'estensione dell'animale in modo che questi possa raggiungere agevolmente la vegetazione succulenta da cui ricava idratazione e minerali. 
Invece il carapace 'a cupola' è tipico delle isole più umide, dove la vegetazione è più rigogliosa e facilmente accessibile. 
È uno degli animali più longevi al mondo: può superare senza troppi problemi i 150 anni.

## Biologia
Le testuggini delle Galapagos sono suddivise in 15 specie (tra queste: Chelonoidis becki - Chelonoidis hoodensis - Chelonoidis duncanensis - Chelonoidis darwini - Chelonoidis porteri - Chelonoidis chathamensis - Chelonoidis vicina). La specie Chelonoidis abingdonii si è estinta il 24 giugno 2012 con la morte dell'ultimo esemplare maschio, a cui era stato dato il nome George. La tartaruga George rappresenta tutt'oggi un simbolo della lotta per la conservazione delle specie animali del nostro pianeta. Le testuggini delle Galapagos risiedono sparse tra 6 delle 14 isole dell'omonimo arcipelago, chiamato appunto Galapago (tartaruga in spagnolo), nome dato dagli spagnoli che lo scoprirono. 
Nel 2022 è nato per la prima volta un esemplare di Chelonoidis niger albino.